# Pfarrkirche Lackenhof

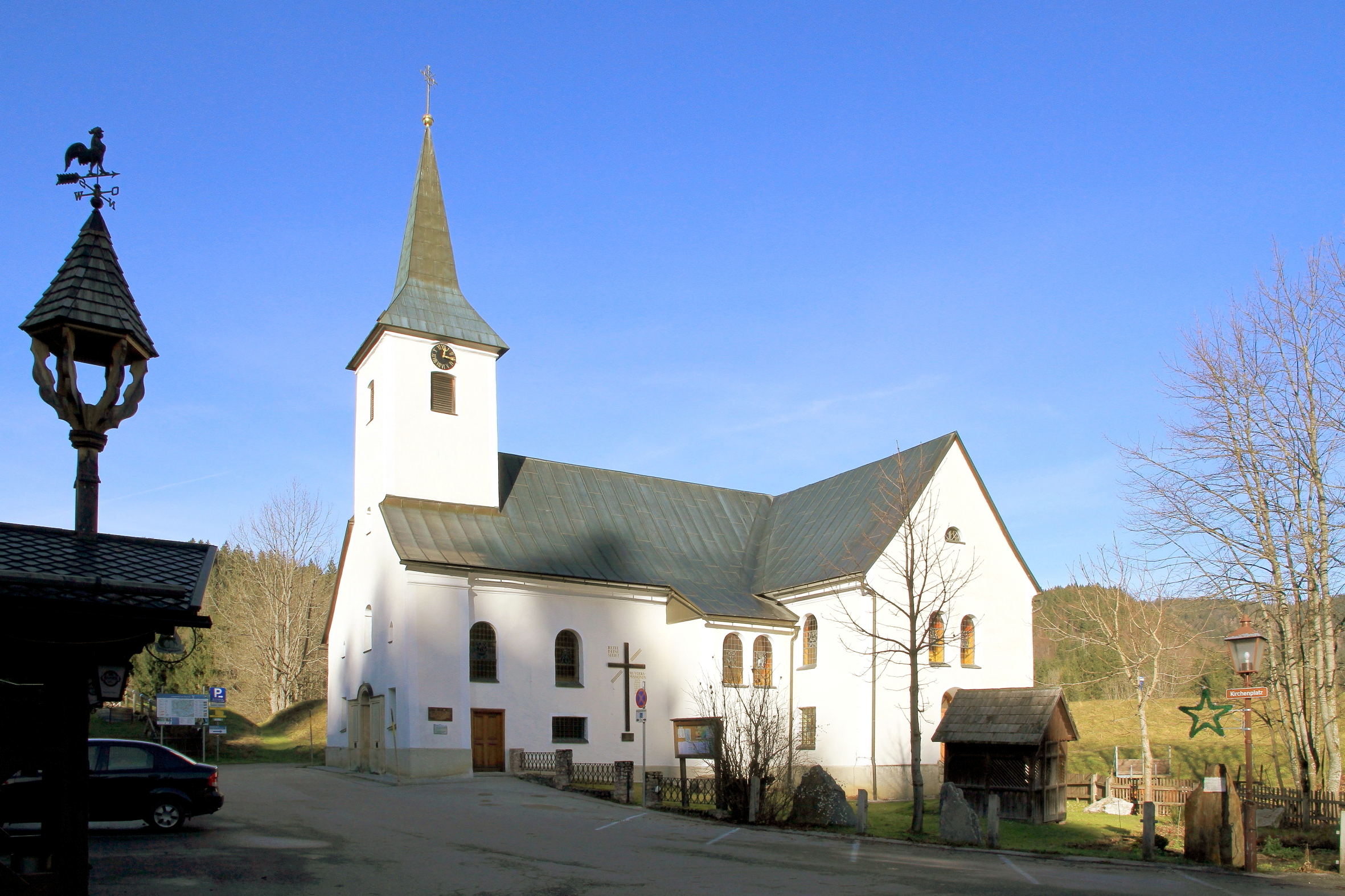
Katholische Pfarrkirche hl. Leonhard in Lackenhof

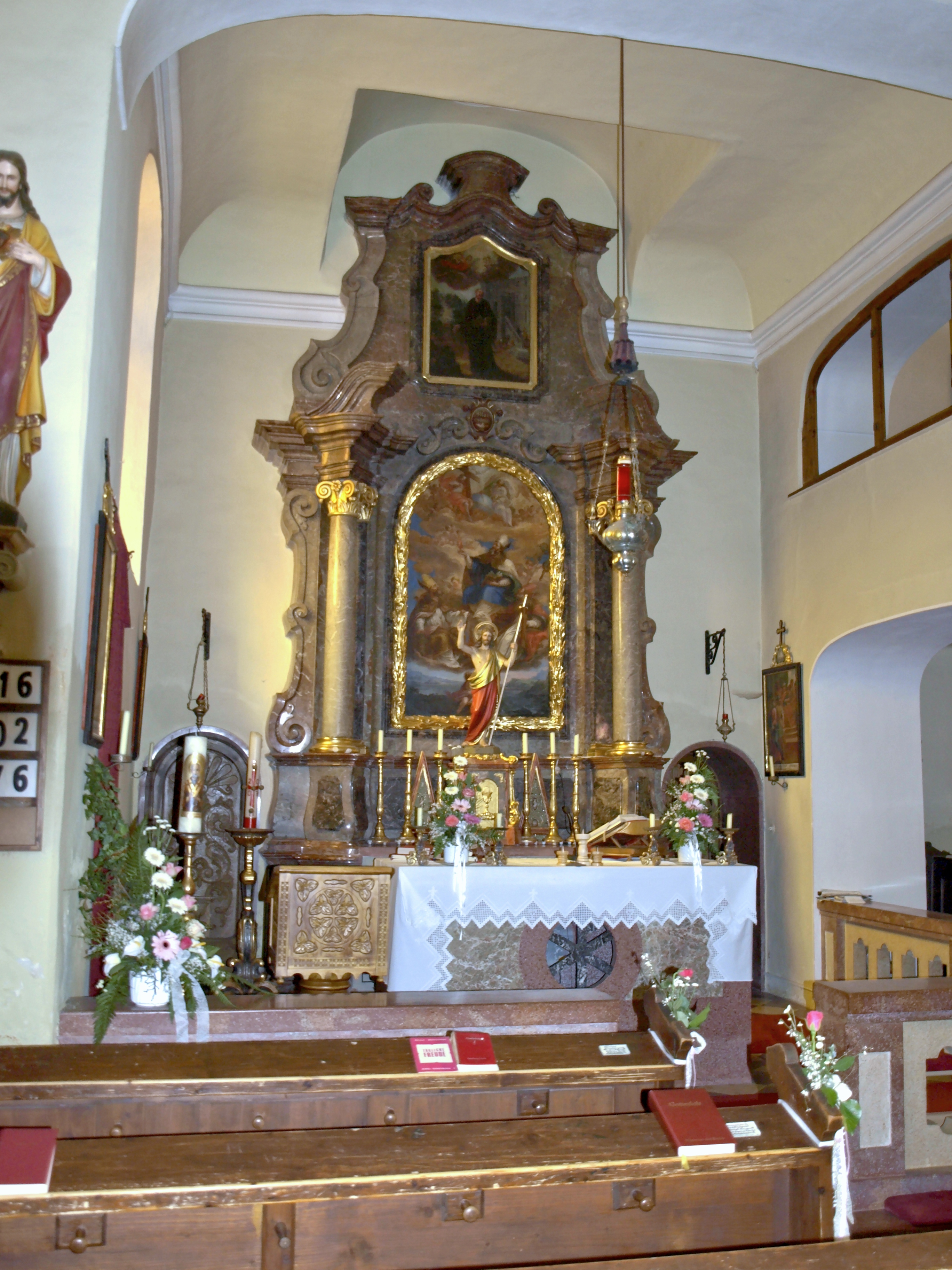
Hochaltar

Die römisch-katholische Pfarrkirche Lackenhof steht erhöht am nordwestlichen Ortsrand von Lackenhof in der Marktgemeinde Gaming in Niederösterreich. Die Pfarrkirche hl. Leonhard gehört zum Dekanat Scheibbs in der Diözese St. Pölten. Die Kirche steht unter Denkmalschutz (Listeneintrag).

## Geschichte
Lackenhof wurde 1785 von der Pfarre Gaming getrennt. Der Kirchenbau wurde 1786 im Josephinischen Stil erbaut. Die Kirche wurde 1806 zur Pfarrkirche erhoben. Der Turm und seitliche Anbauten kamen 1821 bis 1837 hinzu. Die Sakristei folgte 1957. Eine Restaurierung erfolgte 1957 innen und 1980 außen.

## Architektur
In der westlichen Giebelfront steht ein schlichter Fassadenturm mit korbbogigem Hauptportal, wobei das Gewände über die ganze Portalhöhe Inschriftstafeln für Kriegsopfer zeigt. Die Seitenfronten und die Verdachung der Kirche sind unregelmäßig gestaltet. Beidseits wurden mit gleicher Trauf- und Firsthöhe Kapellen mit Giebelfronten mit rundbogigen Doppelfenstern angebaut. Im Osten wurde eine quadratische Sakristei angebaut.
Das Langhaus hat eine gekehlte Flachdecke über einem umlaufenden Gesims. Seitlich stehen pilastergestüzte Korbbogenarkaden mit Öffnungen zur Marienkapelle und Trinitätskapelle. Die Empore über einer Flachdecke ist mittig vorgestaffelt. Der Triumphbogen ist korbbogig. Der annähernd quadratische Chor hat eine im Bereich des Hochaltars durchbrochene gekehlte Flachdecke über einem umlaufenden Gesims. Südlich sind korbbogige Öffnungen zum zweigeschoßig ausgeführten und mit Flachdecken versehenen Erweiterungsbau von 1824. Im südwestlichen Eckbau befindet sich der Emporenaufgang. Nördlich besteht ein Durchgang zur hakenförmigen und flach gedeckten Taufkapelle.
Die Wandmalereien in der Trinitätskapelle mit symbolischer Darstellung der Sakramente entstanden 1957, ebenso die Glasmalerei und mehrere Mosaikfenster.

## Einrichtung
Der Hochaltar als stehvolutengerahmter Säulenretabel und geschwungenem Sprenggiebel aus dem 2. Viertel des 18. Jahrhunderts ist ein ehemaliger Seitenaltar der Kartäuserkirche Gaming und wurde 1784 hierher übertragen. Das Altarbild Trinität mit Augustinus, Ambrosius und Nikolaus und das Auszugsbild hl. Leonhard schuf der Maler Johann Grieß (1859). Der Marienaltar trägt die Statue Madonna vom Bildhauer Ludwig Linzinger (1895). Der Trinitätsaltar zeigt das Altarblatt Gnadenstuhl um 1700 in einem Rocaillerahmen mit Strahlenkranz aus dem 3. Viertel des 18. Jahrhunderts. Die Kanzel im Zopfstil ist aus 1786. Die Kreuzwegbilder sind aus dem 4. Viertel des 18. Jahrhunderts. Der Taufstein aus der 1. Hälfte des 18. Jahrhunderts mit einem Muschelbecken auf einem Baluster trägt die Deckelfiguren Taufe Christi.
Die Orgel mit sechs Registern auf einem Manual und Pedal baute Max Jakob (1890). Eine Restaurierung erfolgte 2023.